# Wacław Spława-Neyman
Wacław Spława-Neyman (ur. 10 maja 1898 w Glińcach, zm. wiosną 1940 w ZSRR) – major dyplomowany piechoty Wojska Polskiego, kawaler Orderu Virtuti Militari, ofiara zbrodni katyńskiej.

## Życiorys
Urodził się 10 maja 1898 w Glińcach na obszarze obecnej Ukrainy jako syn Zygmunta i Zofii z Opieńskich. Absolwent gimnazjum w Smile (1909). Od 1914 do 1915 żołnierz Legionu Puławskiego. Powrócił do Kijowa by kontynuować naukę. Od 21 grudnia 1917 do 20 lipca 1918 w III Korpusie Polskim, w oddziale Jaworskiego. Po zdaniu w 1918 matury został wyznaczony na emisariusza III Korpusu na Podolu. Po jego rozwiązaniu przybył do Warszawy i podjął studia na Politechnice Warszawskiej. W październiku 1918 zgłosił się do Szkoły Podchorążych w Ostrowi Mazowieckiej. Po jej ukończeniu w stopniu podchorążego skierowany do 2 pułku piechoty Legionów. W jego szeregach odbył wojnę 1920.
W okresie międzywojennym do 1927 w 2 pp Leg. 2 listopada 1926 roku, po złożeniu egzaminu wstępnego z „dobrym postępem” i odbyciu „przepisanego stażu liniowego”, został przydzielony do Wyższej Szkoły Wojennej w Warszawie, w charakterze słuchacza Kursu normalnego 1926–1928. Z dniem 31 października 1928 roku, po ukończeniu kursu i otrzymaniu dyplomu naukowego oficera Sztabu Generalnego, został przydzielony do Wojskowego Instytutu Geograficznego w Warszawie. W instytucie zajmował stanowisko kierownika Referatu Organizacyjnego Wydziału Ogólnego. Z dniem 1 lipca 1933 roku został przeniesiony do 4 pułku Strzelców Podhalańskich w Cieszynie na stanowisko dowódcy kompanii. 27 czerwca 1935 roku został mianowany majorem ze starszeństwem z dniem 1 stycznia 1935 roku i 39. lokatą w korpusie oficerów piechoty. W październiku 1935 roku został przeniesiony do 20 Dywizji Piechoty w Baranowiczach na stanowisko szefa sztabu. W 1939 odbywał w 52 pułku piechoty Strzelców Kresowych w Złoczowie staż na stanowisku dowódcy I batalionu. W trzeciej dekadzie sierpnia 1939 roku został przydzielony do Oddziału III Sztabu Armii „Kraków”.
W październiku 1939, aresztowany w Łucku za działalność konspiracyjną. Zamordowany wiosną 1940 przez NKWD na Ukrainie. Figuruje na Ukraińskiej Liście Katyńskiej (lista wywózkowa nr 065/2 z 1940, poz. 55).

## Awanse
- podporucznik – 1919
- porucznik – 1920
- kapitan – 1925

## Ordery i odznaczenia
- Krzyż Srebrny Orderu Wojskowego Virtuti Militari nr 73[10]
- Krzyż Walecznych[11]
- Złoty Krzyż Zasługi (25 maja 1939)[12]
- Srebrny Krzyż Zasługi (19 marca 1931)[13]
- Odznaka Pamiątkowa Frontu Litewsko-Białoruskiego nr 835[14]
- Odznaka Polskiej Siły Zbrojnej (14 października 1918)[15]
- Gwiazda III Korpusu Polskiego (15 maja 1918)[16]

## Zobacz
- Jeńcy polscy w niewoli radzieckiej (od 1939 roku)
- Obozy NKWD dla jeńców polskich